# Staande Mastroute
Die Staande Mastroute (niederländisch für „Route mit stehendem Mast“) ist eine Schifffahrtsroute für die Passage von Segelbooten mit stehendem Mast durch die Niederlande.

## Verlauf

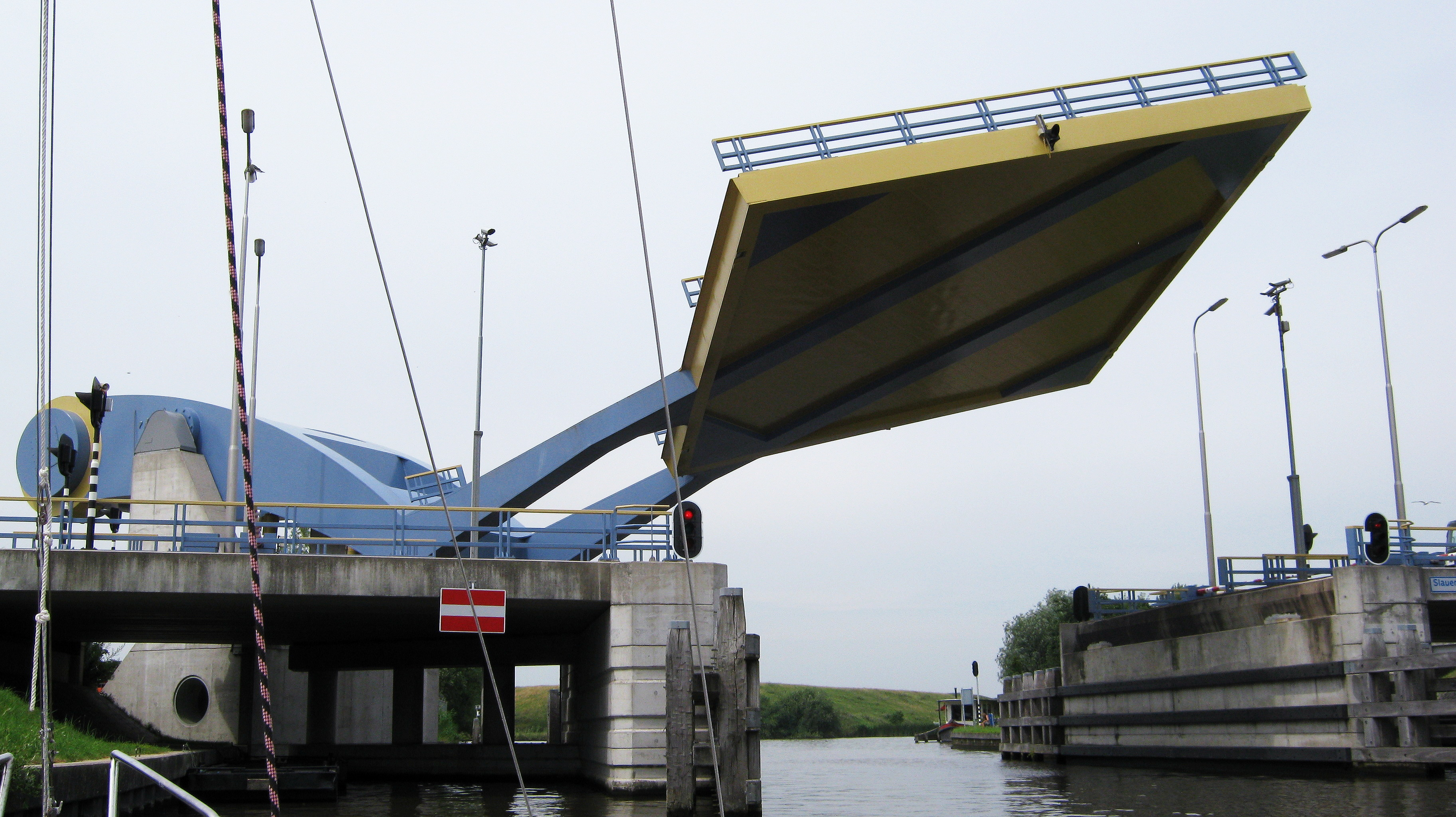
Die sich für den Schiffsverkehr öffnende Slauerhoffbrug über die Staande Mastroute in Leeuwarden

Die Staande Mastroute besteht aus einem nördlichen und einem südlichen Teil. Der nördliche Teil führt von Delfzijl an der Ems über Groningen und Leeuwarden nach Lemmer am IJsselmeer.
Der südliche Teil führt von Willemstad (Gemeinde Moerdijk), Dordrecht, Gouda, Amsterdam in das Markermeer. Für die Törnplanung sind die Brückenöffnungszeiten von Gouda und die Schiphol-Basculebrug über die A9 von besonderer Bedeutung, da beide maximal 3-mal täglich geöffnet werden. Außerdem ist zu berücksichtigen, dass auf der Noord, dem Dordtsche Kil, der Alten Maas und auf der Hollandse IJssel mit Tidenströmung zu rechnen ist, die 2 bis 3 Knoten betragen kann.
Begrenzt ist die Durchfahrtshöhe nur durch einige Hochspannungsfreileitungen über die Kanäle. Die niedrigste Freileitung erlaubt Schiffen mit einer Höhe von 29,5 Metern die Durchfahrt. Insgesamt führen 40 bewegliche Brücken über die Route. Ansonsten dürfen die Schiffe oder Boote einen maximalen Tiefgang von 2,5 Metern, eine Breite von 7,5 Metern und einer Länge von 70 Metern haben.

## Kosten
Das Befahren der Staande Mastroute ist kostenlos, allerdings ist für das Öffnen einiger Brücken ein Brückengeld zu entrichten. Das gesamte Brückengeld für alle kostenpflichtigen Brücken des Nordteils beträgt 13 Euro. Bezahlt wird in bar beim Durchfahren der Brücken. Der Brückenwärter lässt dazu an einer Angel einen kleinen Holzschuh zum Boot hinab, in den das Geld gesteckt wird. An den kostenpflichtigen Brücken ist angeschlagen, wie viel Brückengeld zu entrichten ist.
Fährt man von Zeeland zum Ijsselmeer, ist die gesamte Durchfahrt kostenlos. Auch die Nachtfahrt durch Amsterdam ist ungefähr seit Anfang 2010 kostenfrei.

## Übernachtungsinformationen
Für die Nachtfahrt durch Amsterdam ist der Treffpunkt von Süden her kommend der Anleger vor der Nieuwe Meersluis. Von der Autobahnbrücke Schiphol-Basculebrug bis zu dem Anleger braucht man ca. 1 Stunde, so dass noch genügend Zeit ist, ein wenig Schlaf zu finden.
Nach der Durchfahrt gibt es zwei Möglichkeiten zur Übernachtung. Man kann vor der Westerkeersluis an beiden Seiten des Kanals bis 10 Uhr festmachen – Achtung Bäume! – oder direkt weiterfahren zum Sixhaven, der gegenüber dem Amsterdamer Hauptbahnhof liegt. Da der Six Hafen gerade in der Saison ziemlich voll sein kann und auch Het IJ Nachts noch recht stark durch die Berufsschifffahrt befahren ist, ist die Alternative vor der Westerkeersluis zu empfehlen.